# Guillermo Hopkins Gámez
Guillermo Hopkins Gámez (Magdalena de Kino, Sonora; 26 de noviembre de 1954) es un político mexicano miembro del Partido Revolucionario Institucional (PRI).

## Trayectoria
Tiene estudios de Maestría en Administración Pública con especialidad en Finanzas Públicas por la Universidad  de Colorado y es egresado de la Universidad Iberoamericana, en donde cursó la Licenciatura en Ciencias Políticas y Administración Pública. Con su tesis titulada La Administración Pública como Instrumento de Dominación obtuvo el Premio Nacional de Administración Pública 1978 del Instituto Nacional de Administración Pública (México). (mención honorífica).

### Legislador
- Fue diputado federal en dos ocasiones y senador de la República por el Estado de Sonora. diputado federal integrante de la LVIII Legislatura del Congreso de la Unión de México, electo por el principio de representación proporcional de 2000 a 2003.

Fue secretario de la Comisión de Presupuesto y Cuenta Pública e integrante de la Comisión de Hacienda, así como Vicecoordinador de Asuntos Económicos de la fracción priísta.
Senador de la República en la LVI Legislatura del Congreso de la Unión de México y LVII Legislatura del Congreso de la Unión de México electo por el principio de mayoría relativa de 1994 a 2000. En dichas legislaturas fue presidente de la Comisión de Agricultura, Ganadería y Desarrollo Rural.
Diputado federal por el principio de mayoría relativa a la LV Legislatura de 1991 a 1992. Presidió la Comisión de Asuntos Fronterizos.

### Gobierno estatal y federal
- Director general de la Casa de Moneda de México (2014-2018)
- Vocal de la Junta de Gobierno del Instituto para la Protección al Ahorro Bancario (IPAB) en 2013.

- Secretario de Hacienda del Gobierno del Estado de Sonora de 2003 a 2007.

- Director general de Planeación de la Secretaría de Desarrollo Social y responsable de la operación presupuestal del Programa Nacional de Solidaridad de 1992 a 1993.

- Director general de Programación y Presupuesto Regional de la Secretaría de Programación y Presupuesto, y responsable de la operación presupuestal del Programa Nacional de Solidaridad de 1988 a 1991.

- Subsecretario de Planeación y Política del Gobierno del Estado de Sonora de 1985 a 1987.

- Subdirector de Programación y Presupuesto, en la Dirección General de Programación y Presupuesto de la Secretaría de Programación y Presupuesto de 1982 a 1985.

### En el Partido Revolucionario Institucional
- Miembro del Consejo Político Nacional del Partido Revolucionario Institucional.

- Secretario de Finanzas del Comité Ejecutivo Nacional del Partido Revolucionario Institucional de 2009 a 2011.

- Coordinador del Programa Nacional de Financiamiento del Comité Ejecutivo Nacional del Partido Revolucionario Institucional en 2007 y 2008.

- Coordinador Financiero de la Campaña de Beatriz Paredes Rangel a la Jefatura de Gobierno del Distrito Federal en 2012.

- Secretario Regional del Comité Ejecutivo Nacional durante la Campaña Presidencial de Francisco Labastida Ochoa en 1999 y 2000.

- Coordinador de Logística en las campañas presidenciales de Luis Donaldo Colosio Murrieta  y Ernesto Zedillo Ponce de León en 1993 y 1994.

- Coordinador de Campaña de Luis Donaldo Colosio Murrieta y Manlio Fabio Beltrones Rivera al Senado de la República en 1988.

- Coordinador de Finanzas de la Campaña de Luis Donaldo Colosio Murrieta a diputado federal en 1985.

### Actividades Privadas
Agricultor en la región agrícola de El Ocuca, Sonora. Socio del Club de Béisbol Naranjeros de Hermosillo. Socio de Sonora, Hortalizas y Frutas S.A. de C.V.  (SONHOFRUT )
- Datos: Q18223470